# Matthew Gray Gubler
Matthew Gray Gubler, född 9 mars 1980 i Las Vegas, är en amerikansk skådespelare, filmskapare, modell, målare, illustratör, regissör och författare. Han är bland annat känd för rollen som Dr. Spencer Reid i TV-serien Criminal Minds. 
Innan Gubler blev skådespelare arbetade han som modell, för många kända märken som, Louis Vuitton, Burberry, Marc Jacobs, Tommy Hilfiger m.m. Vid sidan av skådespelandet jobbar han som producent för kortfilmer samt ägnar sin fritid åt att måla. 

## Privatliv
Gubler bor i Los Angeles, Las Vegas och New York.
Under 2009 skadade han sitt knä, och fick gå med käpp under nästan ett helt år. Skadan skrevs in i manuset för Criminal Minds.
Den 27 oktober 2014 blev Gubler certifierad vigselförrättare, och höll i vigseln då hans kollega från Criminal Minds, Paget Brewster gifte sig med Steve Damstra den 29 november 2014.

## Filmografi

### Skådespelare
| År   | Titel                                | Roll                     | Noteringar                              |
| ---- | ------------------------------------ | ------------------------ | --------------------------------------- |
| 2004 | The Life Aquatic with Steve Zissou   | Intern #1                |                                         |
| 2006 | Familj på väg                        | Joe Joe                  |                                         |
| 2007 | Alvin och gänget                     | Simon Seville            | Röst                                    |
| 2008 | The Great Buck Howard                | Russell                  |                                         |
| 2008 | How to Be a Serial Killer            | Bart                     |                                         |
| 2009 | (500) Days of Summer                 | Paul                     |                                         |
| 2009 | Alvin och gänget 2                   | Simon Seville            | Röst                                    |
| 2010 | The Ugly Life of a Beautiful Girl    | Ziggy                    |                                         |
| 2011 | All-Star Superman                    | Jimmy Olsen              | Röst                                    |
| 2011 | Scooby-Doo! Legend of the Phantosaur | Winsor                   | Röst                                    |
| 2011 | Magic Valley                         | Mok                      |                                         |
| 2011 | Alvin och gänget 3                   | Simon Seville            | Röst                                    |
| 2012 | Excision                             | Mr. Claybaugh            |                                         |
| 2014 | Life After Beth                      | Kyle Orfman              |                                         |
| 2014 | Suburban Gothic                      | Raymond                  | Screamfest Award för Bästa skådespelare |
| 2014 | Hot Air                              |                          |                                         |
| 2014 | Batman: Assault on Arkham            | Edward Nygma/The Riddler | Röst                                    |
| 2015 | Alvin och gänget 4                   | Simon Seville            | Röst                                    |
| 2015 | Band of Robbers                      | Joe Harper               |                                         |
| 2016 | Trash Fire                           | Caleb                    |                                         |
| 2017 | Newness                              | Paul                     |                                         |
| 2017 | 68 Kill                              | Chip                     |                                         |
| 2018 | Zoe                                  |                          |                                         |

| År    | Titel                   | Roll                | Noteringar           |
| ----- | ----------------------- | ------------------- | -------------------- |
| 2005– | Criminal Minds          | Dr. Spencer Reid    | Huvudroll            |
| 2011  | Celebrity Ghost Stories | Sig själv           | Säsong 3 Avsnitt 4   |
| 2012  | The Beauty Inside       | Alex #26 / Alex #46 | Säsong 1 Avsnitt 3+4 |
| 2016  | @midnight               | Sig själv           |                      |

### Övrigt
| År    | Titel                                             | Noteringar                                         |
| ----- | ------------------------------------------------- | -------------------------------------------------- |
| 2005  | Claude: A Symphony of Horror                      | Regissör                                           |
| 2005  | Matthew Gray Gubler's Life Aquatic Intern Journal | Producent, manus och regissör m.m.                 |
| 2005  | The Cactus That Looked Just Like a Man            | Producent, manus och regissör m.m.                 |
| 2006  | Matthew Gray Gubler: The Unauthorized Documentary | Producent, manus och regissör m.m.                 |
| 2006  | Reagan                                            | Whirlwind Heats musikvideo - regissör              |
| 2007  | Don't Shoot Me Santa                              | The Killers musikvideo - regissör och medproducent |
| 2005– | Criminal Minds                                    | Regissör av vissa avsnitt                          |
| 2015  | Dirt Sledding                                     | The Killers musikvideo - regissör                  |